# Miguel de Capriles
Miguel Angel de Capriles (ur. 30 listopada 1906 w Meksyku, zm. 24 maja 1981 w San Francisco) – amerykański szablista i szpadzista pochodzenia meksykańskiego, dwukrotny medalista olimpijski.
Na igrzyskach olimpijskich w Los Angeles w 1932 roku wspólnie z George'em Calnanem, Gustave'em Heissem, Tracym Jaeckelem, Curtisem Shearsem i Frankiem Righeimerem zdobył brązowy medal w szpadzie drużynowej. Indywidualnie nie startował. Na rozgrywanych cztery lata później igrzyskach olimpijskich w Berlinie był piąty w szabli drużynowej. Po zakończeniu II wojny światowej wystąpił na igrzyskach olimpijskich w Londynie w 1948 roku, gdzie Amerykanie w składzie: Norman Cohn-Armitage, George Worth, Tibor Nyilas, Dean Cetrulo, Miguel de Capriles i James Flynn wywalczyli brązowy medal w szabli drużynowej. W zawodach indywidualnych ponownie nie startował.
Nie zdobył medalu mistrzostw świata. Zdobył trzy medale podczas igrzysk panamerykańskich w Buenos Aires (1951): złoty w szabli drużynowej i florecie drużynowym oraz srebrny w szpadzie drużynowej.
Po zakończeniu kariery został działaczem sportowym. W latach 1949–1953 był prezydentem krajowego związku, a w 1961 roku jako pierwszy nie-Europejczyk został wybrany prezydentem Międzynarodowej Federacji Szermierczej (FIE); kadencję zakończył w 1964. Z zawodu był nauczycielem akademickim, najpierw na Wydziale Ekonomii, a następnie Wydziale Prawa New York University. W latach 70' wykładał prawo na Uniwersytecie Kalifornijskim w San Francisco.
W 1975 roku odznaczony srebrnym Orderem Olimpijskim.
Jego brat, Joe de Capriles, także był szermierzem.